# Дубинец, Илья Сергеевич
Илья Сергеевич Дубинец (бел. Ілья Сяргеевіч Дубінец; род. 22 июня 2004, Чашники, Витебская область) — белорусский футболист, полузащитник минского «Динамо». Выступает на правах аренды в «Слуцке».

## Карьера

### «Динамо» Минск
Воспитанник футбольной академи минского «Динамо». В сезоне 2022 года футболист стал выступать за дублирующий состав клуба. В начале 2023 года футболист стал тренироваться с основной командой динамовцев. Дебютировал за клуб 18 марта 2023 года в матче против «Ислочи», заменив на 89 минуте Андрея Рылача. Закрепиться в основной команде минского клуба у футболиста не вышло, выйдя на поле лишь в 2 матчах за первую половину сезона.

#### Аренда в «Слуцк»
В июле 2023 года футболист на правах арендного соглашения перешёл в «Слуцк». Дебютировал за клуб 5 августа 2023 года в матче против «Энергетика-БГУ», выйдя на замену на 75 минуте и отличившись первой результативной передачей. Дебютный гол за клуб забил 6 октября 2023 года в матче против мозырской «Славии». На протяжении сезона футболист был одним из ключевых игроков клуба, отличившись 4 забитыми голами и 4 результативными передачами. По окончании срока арендного соглашения футболист покинул слуцкий клуб.
В марте 2024 года «Слуцк» продлил аренду футболиста ещё на сезон.

## Международная карьера
В мае 2022 года футболист получил вызов в юношескую сборную Беларуси по футболу до 19 лет. Дебютировал за сборную в товарищеском матче 14 июня 2022 года в товарищеском матче против Узбекистана, отличившись результативной передачей. В марте 2023 года футболист получил вызов в юношескую сборную Беларуси по футболу до 20 лет.